# Juan Gutiérrez de Padilla

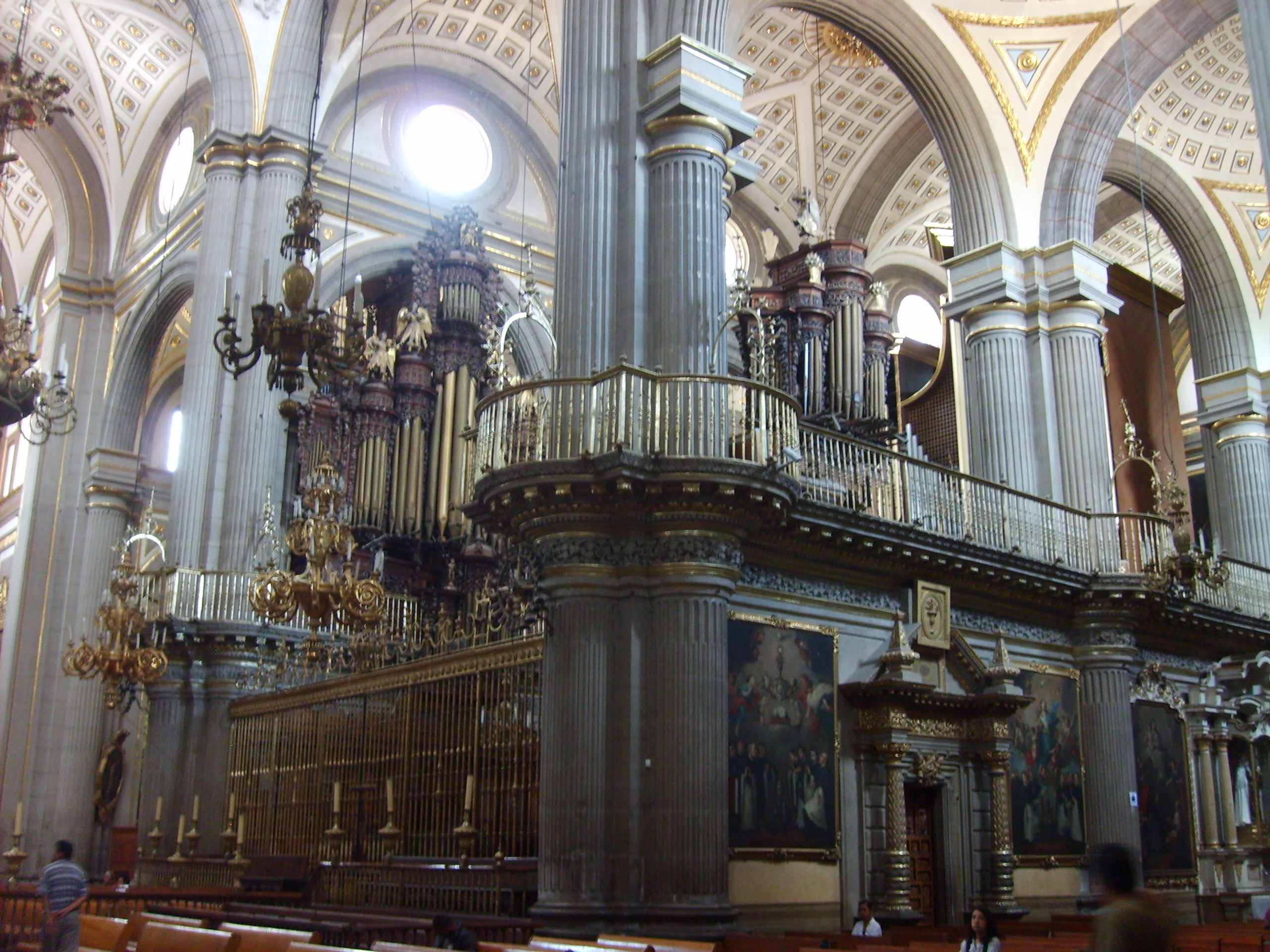
El Coro de la Catedral de Puebla donde Gutiérrez de Padilla trabajaría los últimos 42 años de su vida.

Juan Gutiérrez de Padilla (Málaga, Andalucía, 1590-Puebla de los Ángeles, Nueva España, 8 de abril de 1664), fue un compositor de música del barroco. Su obra, rescatada de los archivos de la Catedral de Puebla por musicólogos del siglo XX, está considerada entre las más sobresalientes del barroco español.

## Orígenes
Su testamento, firmado el 18 de marzo de 1664, en Puebla, dice: "nací en Málaga, Reino de Castilla de donde soy natural, en el año de 1590". Sus padres Juan Gutiérrez de Padilla y Catalina de los Ríos lo ingresaron en el Colegio de San Sebastián de la Catedral de Málaga bajo el magisterio de Francisco Vázquez, donde sirvió como niño cantor. Ahí recibió sus primeras lecciones de canto llano y de canto de órgano. Después de la muerte de Vázquez aspiró al cargo de maestro de capilla de la catedral de Málaga, sin obtenerlo; no obstante, al año siguiente, logró superar a tres maestros postulantes al mismo cargo, pero en esta ocasión, de la Colegiata de Jerez de La Frontera en donde permaneció solo tres años, de 1617 a 1622, pasando a la Catedral de Cádiz en el mismo puesto y habiendo obtenido las órdenes eclesiásticas. Según registros de la propia Catedral era un maestro muy apreciado por su magnífico desempeño.

## Maestro de capilla en la Catedral de Puebla
Lo más probable es que Gutiérrez de Padilla llegara a la Nueva España entre 1620 y 1622. En este año, Gaspar Fernández, maestro de capilla y organista de la Catedral de Puebla desde 1606, por demás de contar con 55 años de edad, solicitaba la contratación de un maestro asistente y al mismo tiempo proponiendo a Gutiérrez de Padilla. El 11 de octubre de 1622 el cabildo lo recibía en estos términos: 

...con un salario de 500 pesos que se pagarán por cuanta de la fábrica en cada año, con la obligación de cantar en la capilla y fuera de ella y todo lo que se ofreciere y de llvar el compás cada cuando se le mandase por el presidente y estuviere ausente el maestro de capilla Gaspar Fernández y hacer poner y apuntar las chanzonetas cuando se le encargue...y traerlas pasadas con los demás cantores y así mimo con la obligación de enzeñar canto de órgano y hacer ejercicios con los cantores y mozos de choro que son de esta iglesia que se inclinasen a ello y lo quisieren saber dándoles lección todos los días de trabajo en una hora entera de las 10 a las 11. que le corra salario desde este primero del mes de octubre.

La buena remuneración a Gutiérrez de Padilla, mostraba la manera como distinguía la catedral de Puebla al "maestro" ya desde su llegada a la Nueva España, aunque está al parecer no tuviera la capacidad económica pues las obras de su fábrica se habían suspendido desde 1618, luciendo como debió verla Gutiérrez de Padilla, a la altura de muros y cornisas, faltando el altar, capillas, bóvedas y el piso que en aquel entonces era de tierra. No obstante, las actas capitulares de la propia catedral demuestran que ya era un recinto de importantes músicos conformados por Gaspar Fernández.
A los pocos años Gutiérrez de Padilla tanto entrenaba al coro como componía chanzonetas y villancicos, como los que escribió para las festividades del Corpus Cristi de 1628 que se consevan en el archivo de la catedral de Puebla, al mismo tiempo que aparece en las actas del Colegio de San Ildefonso al que al parecer perteneció.
Por la muerte de Gaspar Fernández el cabildo catedralicio lo nombró para sucederlo en el puesto de maestro de capilla el 25 de septiembre de 1629, función que ya venía desempeñando por la avanzada edad de Fernández. El 21 de agosto de 1630 el cabildo elevó sus ingresos al tiempo que sus responsabilidades. El 25 de enero de 1633 fue reconocido por el cabildo por sus excepcionales servicios prestados un mes antes. Un año después se le distinguió como racionero por parte del Consejo de Indias a la vez que informando a su Majestad Felipe IV: 

...es confesor de aquel obispado y ha exersido el dicho oficio con grande aprovación y aprovechanmiento de los demás ministros...

El 1 de agosto del mismo año fue despedido "por causas justas" por el cabildo quien le pidió devolver los libros de música en su poder, sin embargo fue restituido en su puesto un mes después, en esa misma acta de restitución se le pide que asista con la capilla musical a los festejos del Santísimo Sacramento y a solicitud de las monjas su presencia a los entierros de las religiosas.
Gutiérrez llegó a ser asistido en los trabajos de reparación de libros de música, en la enseñanza de los mozos del coro, en las clases de canto y órgano así como en la impartición de gramática y latín, que demuestra la especialización e importancia que alcanzó la música en la catedral de Puebla, especialmente en el periodo del obispo Juan de Palafox y Mendoza.
Para despedir al obispo Palafox en su regreso a España, el 6 de mayo de 1649 se organizó una serie de eventos que culminaron con una procesión el la que 

...en último término iba el clero secular con una imagen de la Virgen...al son de los motetes y alabanzas de la capilla, dirigidas por el maestro y licenciado Juan Gutiérrez y Padilla, y diluvios de gente seguían al obispo con el Santísimo Sacramento en las manos.

Gutiérrez de Padilla no solo trabajó para la Catedral sino que a petición del cabildo del Ayuntamiento también sirvió en actos civiles como las fiestas de San José, hecho conocido a través de un acta de cabildo por la que se liquidaba un viejo adeudo a Gutiérrez por ese concepto.
Según Robert Stevenson, Gutiérrez de Padilla manejaba una fábrica de instrumentos musicales que se vendían en Guatemala, en la cual trabajarían negros esclavos, como era común en la Nueva España.
La armonía y el buen entendimiento entre el cabildo y el maestro Gutiérrez de Padilla se veía a veces afectado por el incumplimiento del maestro en sus obligaciones, pero que no tenían que ver con la composición musical, como la de dar clases de canto de órgano a los miembros del coro de la capilla. Así en una resolución del cabildo del 8 de febrero de 1656 le exigió por incumplimiento todas las composiciones en su haber, las que gracias a ese acto aún se conservan en buen estado 8 villancicos y mucha música polifónica, el cual reconociendo su importancia mandó a restaurar y a encuadernar.
Murió en la catedral de Puebla el 8 de abril de 1664 "el distinguido maestro de la Nueva España, Juan Gutiérrez de Padilla". En el libro de difuntos N° 2 del Sagrario Metropolitano de la Ciudad de Puebla se lee: 

En la ciudad de los Ángeles a ocho de abril de mil seicientos sesenta y cuatro, se enterró en la Santa Iglesia Catedral el Maestro Juan Gutiérrez de Padilla Maestro de Capilla...

## Redescubrimiento de Gutiérrez de Padilla
Mucho se conoce sobre la vida cultural de la Nueva España a través de reconocidos artistas y arquitectos pero solo en épocas recientes los historiadores se han abocado al estudio de la música de este periodo. Las razones del desconocimiento, además de considerarla culturalmente sin importancia, radicaban en el difícil acceso a las fuentes primarias como son los archivos eclesiásticos, donde ningún crítico tenía acceso apreciar su valor. Por otra parte, aún si hubiesen estado disponibles, las partituras no estaban convertidas a las modernas claves musicales para ser reproducidas y por tanto apreciadas, como ha sido el caso de la música de Gutiérrez de Padilla descubierta por investigadores del siglo XX. El profesor Robert Stevenson miembro del departamento de música de la Universidad de California exploró los archivos musicales a mediados del siglo pasado y publicó Christmas Music from Baroque México. Recientemente el musicólogo venezolano Nelson Hurtado ha publicado los villancicos de Gutiérrez de Padilla Tres Cuadernos de Navidad.

## Obra musical
Se conservan cuatro misas y varias piezas en latín, pero el grueso de sus obras lo constituyen los villancicos que se encuentran en dos archivos: uno el contentivo de cabildo de la Catedral de Puebla con siete juegos de villancicos pertenecientes a los años de 1551, 1552, 1553, 1555, 1556 y 1557 a ocho voces, además el de 1559 a siete voces; y el archivo de la Colección Sánchez Garza en el CNIDIM, donde se han hallado trece obras de Gutiérrez de Padilla de las cuales doce son villancicos. La última es el motete Mirabilia Testimonia a ocho voces, basado en el texto del Salmo 118, interpretada en la hora nona del tiempo Pascual, de esta solo se conserva una parte.